# Carta velina

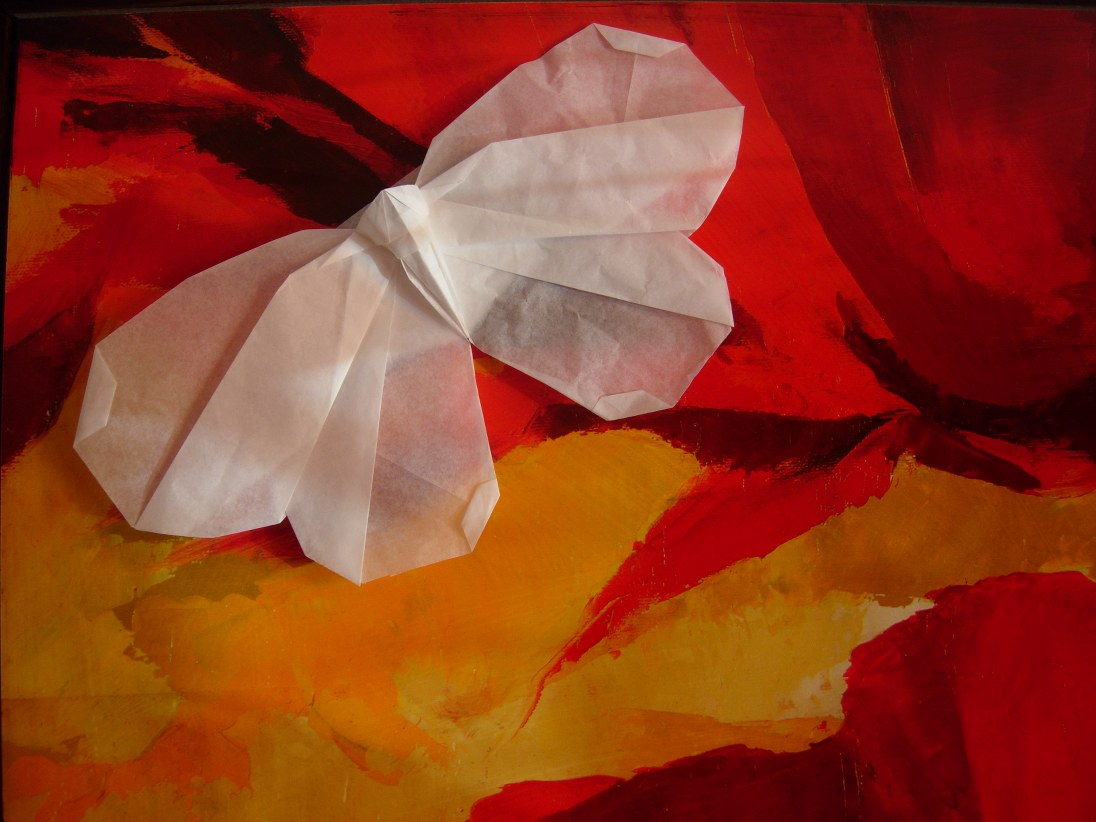
Origami di carta velina rappresentante una farfalla

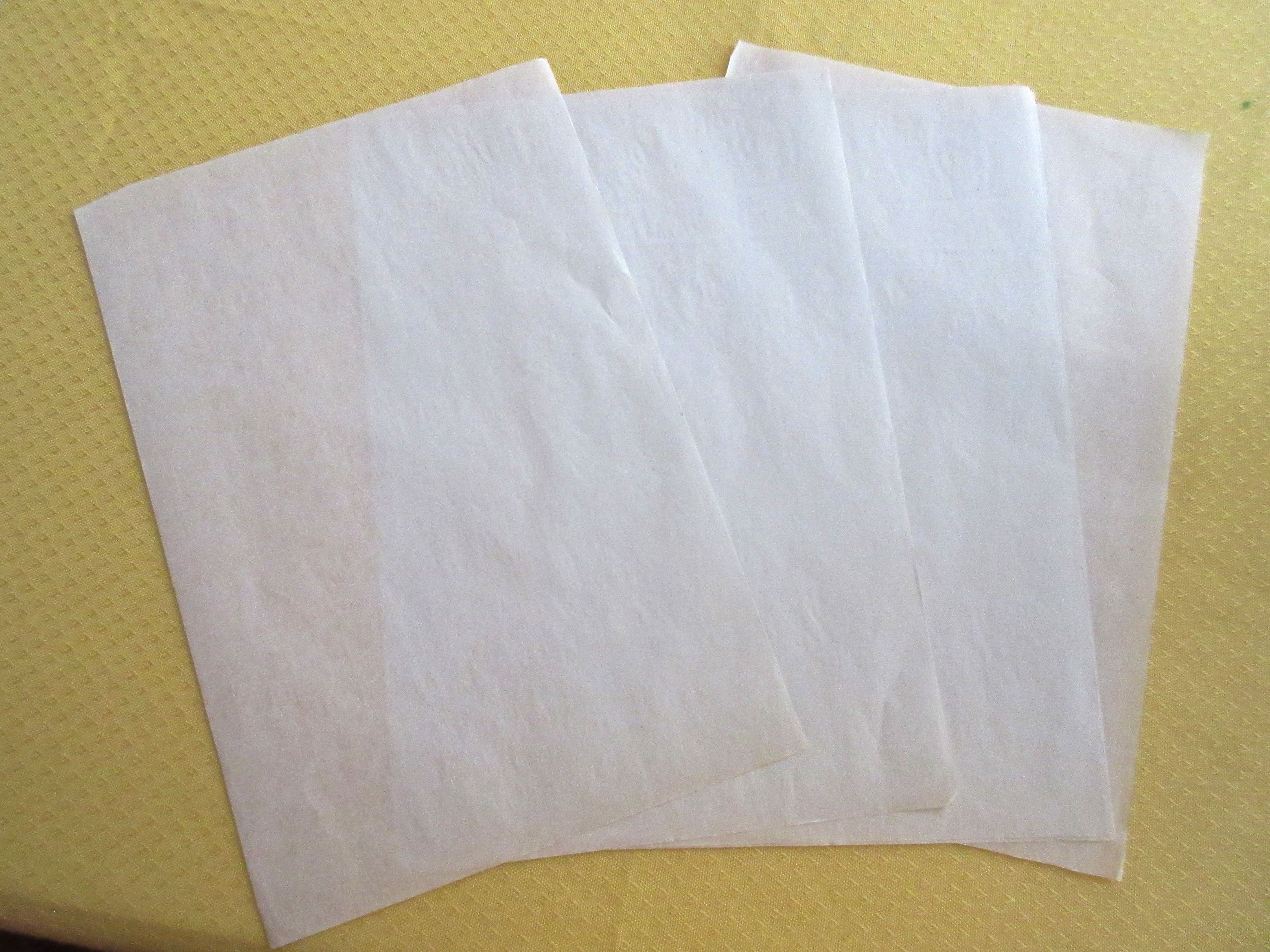
Fogli di carta velina per la copia di documenti

La carta velina è un tipo di carta molto leggera e sottile, in genere traslucida che viene utilizzata per imballaggi e lavori artistici. Viene prodotta con cellulosa, con finiture differenti a seconda della destinazione d'uso, lucida o opaca, più o meno trasparente, bianca o colorata, e può essere stampata con disegni e loghi pubblicitari o rifinita con goffrature in rilievo. La carta velina è utilizzata per proteggere le fotografie all'interno degli album o le illustrazioni stampate in libri di pregio e anche per imballaggi come per le scarpe. 
La grammatura della carta velina, cioè il rapporto tra il peso della carta e la sua superficie, è compresa tra i 18 e i 50 g/m².
La carta velina era originariamente il supporto della carta carbone per creare copie di documenti.